# Montbarrois

Montbarrois este o comună în departamentul Loiret din centrul Franței. În 1 ianuarie 2022 avea o populație de 297 de locuitori.